# Crioadsorción
La crioadsorción es un método utilizado en el almacenamiento de hidrógeno donde el hidrógeno gaseoso a temperaturas criogénicas (150 - 60 K) es físicamente adsorbido sobre material poroso, principalmente carbono activado. La densidad de almacenamiento alcanzable es entre sistemas de almacenamiento de hidrógeno líquido (LH2) e hidrógeno comprimido (CGH2).